# دوستليك
دوستليك هي بلدة في مقاطعة ده نو في ولاية صرخنداريا في أوزبكستان.